# Carrols
Carrols var en snabbmatskedja i Finland. Carrols kom ursprungligen till Finland som en franchise-verksamhet från amerikanska Carrols Corporation. Den finska delen köptes sedermera av det finska företaget Tuko, som i sin tur blev uppköpt av Kesko. I samband med detta togs apostrofen i "Carrol's" bort. År 2002 köptes företaget upp av konkurrenten Hesburger varpå de flesta Carrols-restauranger gjordes om till Hesburger. De sista Carrols-restaurangerna gjordes om till Hesburger på våren 2012.
Carrols fanns även i Sverige och etablerades där 1974. År 1976 köptes den svenska verksamheten upp av den statliga restaurang- och hotellkedjan SARA och döptes om till Clock. Vid uppköpstillfället fanns det tre Carrols-restauranger i Stockholm, en i Sundbyberg och en i Södertälje.
Namnet och varumärket finns fortfarande kvar i Carrols Restaurant Group, ett företag som per den 8 augusti 2018 drev 807 Burger King-restauranger som franchisetagare.